# 布萊克冰川
71°40′S 164°42′E / 71.667°S 164.700°E
布萊克冰川（英語：Black Glacier，直譯：黑冰川）是南極洲的冰川，位於維多利亞地，屬於利利冰川的支流，處於鮑爾斯山脈的最南端，該冰川以威斯康辛大學的地質學家命名。